# Eugenia ligustrina
Eugenia ligustrina är en myrtenväxtart som först beskrevs av Olof Swartz, och fick sitt nu gällande namn av Carl Ludwig von Willdenow. Eugenia ligustrina ingår i släktet Eugenia och familjen myrtenväxter.

## Underarter
Arten delas in i följande underarter:
- E. l. hebecarpa
- E. l. ligustrina